# Liste der Bodendenkmäler in Nabburg
Auf dieser Seite sind die Bodendenkmäler in der Oberpfälzer Stadt Nabburg zusammengestellt. Diese Tabelle ist eine Teilliste der Liste der Bodendenkmäler in Bayern. Grundlage ist die Bayerische Denkmalliste, die auf Basis des Bayerischen Denkmalschutzgesetzes vom 1. Oktober 1973 erstmals erstellt wurde und seither durch das Bayerische Landesamt für Denkmalpflege geführt wird. Die folgenden Angaben ersetzen nicht die rechtsverbindliche Auskunft der Denkmalschutzbehörde.

## Bodendenkmäler der Gemeinde Nabburg

### Gemarkung Brudersdorf
| Lage                   | Objekt | Akten-Nr.     | Bild |
| ---------------------- | --- | ------------- | ---- |
| Brudersdorf (Standort) | Archäologische Befunde des Mittelalters und der frühen Neuzeit im Bereich der Katholischen Filialkirche Mariä Heimsuchung in Brudersdorf, darunter die Spuren von Vorgängerbauten bzw. älterer Bauphasen. | D-3-6538-0044 |      |

### Gemarkung Diendorf
| Lage                        | Objekt | Akten-Nr.     | Bild |
| --------------------------- | --- | ------------- | ---- |
| Diendorf (Standort)         | Bestattungsplatz der Urnenfelderzeit. | D-3-6539-0017 |      |
| Diendorf (Standort)         | Mittelpaläolithische Freilandstation, Siedlung der mittleren bis späten Bronzezeit und der Urnenfelderzeit.                                                   | D-3-6539-0018 |      |
| Diendorf (Standort)         | Bestattungsplatz karolingisch-ottonischer Zeit. | D-3-6539-0019 |      |
| Diendorf (Standort)         | Vorgeschichtlicher Bestattungsplatz mit Grabhügel. | D-3-6539-0084 |      |
| Diendorf (Standort)         | Siedlung der Bronzezeit, der Späthallstatt-/Frühlatènezeit und des Früh- und Hochmittelalters.                                                                | D-3-6539-0089 |      |
| Diendorf (Standort)         | Bronzezeit und/oder urnenfelderzeitliche Siedlung. | D-3-6539-0090 |      |
| Diendorf (Standort)         | Spätpaläolithische und mesolithische Freilandstation, Siedlungen der mittleren Bronzezeit, der Urnenfelderzeit, der Späthallstattzeit und der Frühlatènezeit. | D-3-6539-0091 |      |
| Diendorf (Standort)         | Vorgeschichtlicher Bestattungsplatz mit Grabhügeln. | D-3-6539-0112 |      |
| Diendorf (Standort)         | Vorgeschichtlicher Bestattungsplatz mit Grabhügeln. | D-3-6539-0113 |      |
| Diendorf (Standort)         | Bestattungsplatz der späten Bronzezeit. | D-3-6539-0120 |      |
| Diendorf (Standort)         | Vorgeschichtliche Siedlung. | D-3-6539-0127 |      |
| Diendorf (Standort)         | Archäologische Befunde im Bereich des ehemaligen Schlosses von Höflarn, zuvor mittelalterliche Burg.                                                          | D-3-6539-0143 |      |
| Diendorf (Standort)         | Archäologische Befunde der frühen Neuzeit im Bereich des ehemaligen Schlosses von Eckendorf.                                                                  | D-3-6539-0145 |      |
| Diendorf (Standort)         | Vorgeschichtliche Siedlung. | D-3-6539-0235 |      |
| Diendorf Nabburg (Standort) | Vorgeschichtlicher Bestattungsplatz mit Grabhügeln. | D-3-6539-0238 |      |

### Gemarkung Haindorf
| Lage                | Objekt                                                            | Akten-Nr.     | Bild |
| ------------------- | ----------------------------------------------------------------- | ------------- | ---- |
| Haindorf (Standort) | Endpaläolithische Freilandstation, urnenfelderzeitliche Siedlung. | D-3-6539-0026 |      |
| Haindorf (Standort) | Siedlung der Urnenfelderzeit.                                     | D-3-6539-0060 |      |
| Haindorf (Standort) | Vorgeschichtliche Siedlung.                                       | D-3-6539-0219 |      |
| Haindorf (Standort) | Vorgeschichtliche Siedlung.                                       | D-3-6539-0234 |      |

### Gemarkung Nabburg
| Lage               | Objekt | Akten-Nr.     | Bild |
| ------------------ | --- | ------------- | ---- |
| Nabburg (Standort) | Vorgeschichtliche Grabhügelgruppe mit mindestens vier Hügeln. | D-3-6538-0049 |      |
| Nabburg (Standort) | Vorgeschichtlicher Bestattungsplatz mit Grabhügel. | D-3-6538-0050 |      |
| Nabburg (Standort) | Vorgeschichtlicher Bestattungsplatz mit Grabhügel. | D-3-6538-0051 |      |
| Nabburg (Standort) | Vorgeschichtliche Siedlung. | D-3-6539-0061 |      |
| Nabburg (Standort) | Siedlungen der Bronzezeit und der Urnenfelderzeit. | D-3-6539-0062 |      |
| Nabburg (Standort) | Siedlungen der Bronzezeit, der Urnenfelderzeit und der Frühlatènezeit. | D-3-6539-0069 |      |
| Nabburg (Standort) | Siedlung der mittleren Bronzezeit, Bestattungsplatz des frühen Mittelalters. | D-3-6539-0071 |      |
| Nabburg (Standort) | Endpaläolithische und mesolithische Freilandstation. | D-3-6539-0073 |      |
| Nabburg (Standort) | Mesolithische Freilandstation. | D-3-6539-0086 |      |
| Nabburg (Standort) | Siedlung der Bronzezeit. | D-3-6539-0121 |      |
| Nabburg (Standort) | Untertägige Befunde der mittelalterlichen und frühneuzeitlichen Befestigung der Oberstadt von Nabburg. | D-3-6539-0123 |      |
| Nabburg (Standort) | Archäologische Befunde des Mittelalters und der Neuzeit im Bereich der Friedhofskirche St. Georg von Nabburg, darunter die Spuren von Vorgängerbauten bzw. älterer Bauphasen. | D-3-6539-0147 |      |
| Nabburg (Standort) | Archäologische Befunde des Mittelalters und der frühen Neuzeit im Bereich der Katholischen Stadtpfarrkirche St. Johannes Baptist in Nabburg, darunter die Spuren von Vorgängerbauten bzw. älterer Bauphasen.                                                                       | D-3-6539-0148 |      |
| Nabburg (Standort) | Archäologische Befunde des Mittelalters und der frühen Neuzeit im Bereich der Katholischen Kirche St. Nikolaus in Nabburg, Stadtteil Venedig, darunter die Spuren von Vorgängerbauten bzw. älteren Bauphasen.                                                                      | D-3-6539-0150 |      |
| Nabburg (Standort) | Archäologische Befunde des Mittelalters und der frühen Neuzeit im ehemals befestigten Nabburger Stadtteil Venedig. | D-3-6539-0151 |      |
| Nabburg (Standort) | Archäologische Befunde des Mittelalters und der frühen Neuzeit im Bereich des ehemaligen Pflegschlosses und der ursprünglich zugehörigen Evangelisch-Lutherischen Kirche St. Laurentius in Nabburg, zuvor mittelalterliche Burganlage. Siehe auch Burg Nabburg und Schloss Nabburg | D-3-6539-0152 |      |
| Nabburg (Standort) | Archäologische Befunde des Mittelalters und der frühen Neuzeit in der historischen Altstadt von Nabburg. | D-3-6539-0153 |      |
| Nabburg (Standort) | Archäologische Befunde des Mittelalters und der frühen Neuzeit im Bereich der ehemalige Katholischen Spitalkirche St. Maria in Nabburg, darunter die Spuren von Vorgängerbauten bzw. älteren Bauphasen.                                                                            | D-3-6539-0154 |      |
| Nabburg (Standort) | Untertägige Befunde der spätmittelalterlichen bzw. frühneuzeitlichen Befestigung des Nabburger Stadtteiles Venedig, darunter die Spuren von mindestens drei abgebrochenen Toren.                                                                                                   | D-3-6539-0155 |      |
| Nabburg (Standort) | Untertägige Befunde der spätmittelalterlichen bzw. frühneuzeitlichen Stadtbefestigung der Nabburger Unterstadt, darunter die Spuren mindestens eines abgebrochenes Tores. | D-3-6539-0156 |      |
| Nabburg (Standort) | Karolingisch-ottonische Siedlung. | D-3-6539-0222 |      |

### Gemarkung Neusath
| Lage               | Objekt | Akten-Nr.     | Bild |
| ------------------ | --- | ------------- | ---- |
| Neusath (Standort) | Vorgeschichtlicher Bestattungsplatz mit Grabhügeln. | D-3-6539-0041 |      |
| Neusath (Standort) | Grabenwerk und Siedlung vor- und frühgeschichtlicher Zeitstellung oder des frühen Mittelalters.                                                                      | D-3-6539-0078 |      |
| Neusath (Standort) | Vorgeschichtlicher Bestattungsplatz mit Grabhügeln. | D-3-6539-0101 |      |
| Neusath (Standort) | Vorgeschichtlicher Bestattungsplatz mit Grabhügel. | D-3-6539-0102 |      |
| Neusath (Standort) | Grabenwerk und Siedlung vor- und frühgeschichtlicher Zeitstellung.                                                                                                   | D-3-6539-0103 |      |
| Neusath (Standort) | Archäologische Befunde des Mittelalters und der frühen Neuzeit im Bereich des Schlosses von Neusath, darunter die Spuren von Vorgängerbauten bzw. älterer Bauphasen. | D-3-6539-0136 |      |

### Gemarkung Pamsendorf
| Lage                  | Objekt                                             | Akten-Nr.     | Bild |
| --------------------- | -------------------------------------------------- | ------------- | ---- |
| Pamsendorf (Standort) | Vorgeschichtlicher Bestattungsplatz mit Grabhügel. | D-3-6539-0098 |      |

### Gemarkung Perschen
| Lage                | Objekt | Akten-Nr.     | Bild |
| ------------------- | --- | ------------- | ---- |
| Perschen (Standort) | Siedlung der Hallstattzeit. | D-3-6539-0030 |      |
| Perschen (Standort) | Endpaläolithische und mesolithische Freilandstation. | D-3-6539-0077 |      |
| Perschen (Standort) | Archäologische Befunde und Funde im Bereich der Katholischen Filialkirche St. Peter und Paul in Perschen, darunter die Spuren älterer Bauphasen.               | D-3-6539-0131 |      |
| Perschen (Standort) | Spätpaläolithische und mesolithische Freilandstation, Siedlungen der Bronzezeit, der Urnenfelderzeit, der Hallstattzeit und der karolingisch-ottonischen Zeit. | D-3-6539-0223 |      |